# Lepiseodina latipennis
Lepiseodina latipennis is een muggensoort uit de familie van de motmuggen (Psychodidae). De wetenschappelijke naam van de soort werd in 1953 als Telmatoscopus latipennis gepubliceerd door Sarà. Fauna europaea geeft als verspreidingsgebied van de soort Italië op.